# Cape Canaveral Air Force Station Lanceercomplex 5

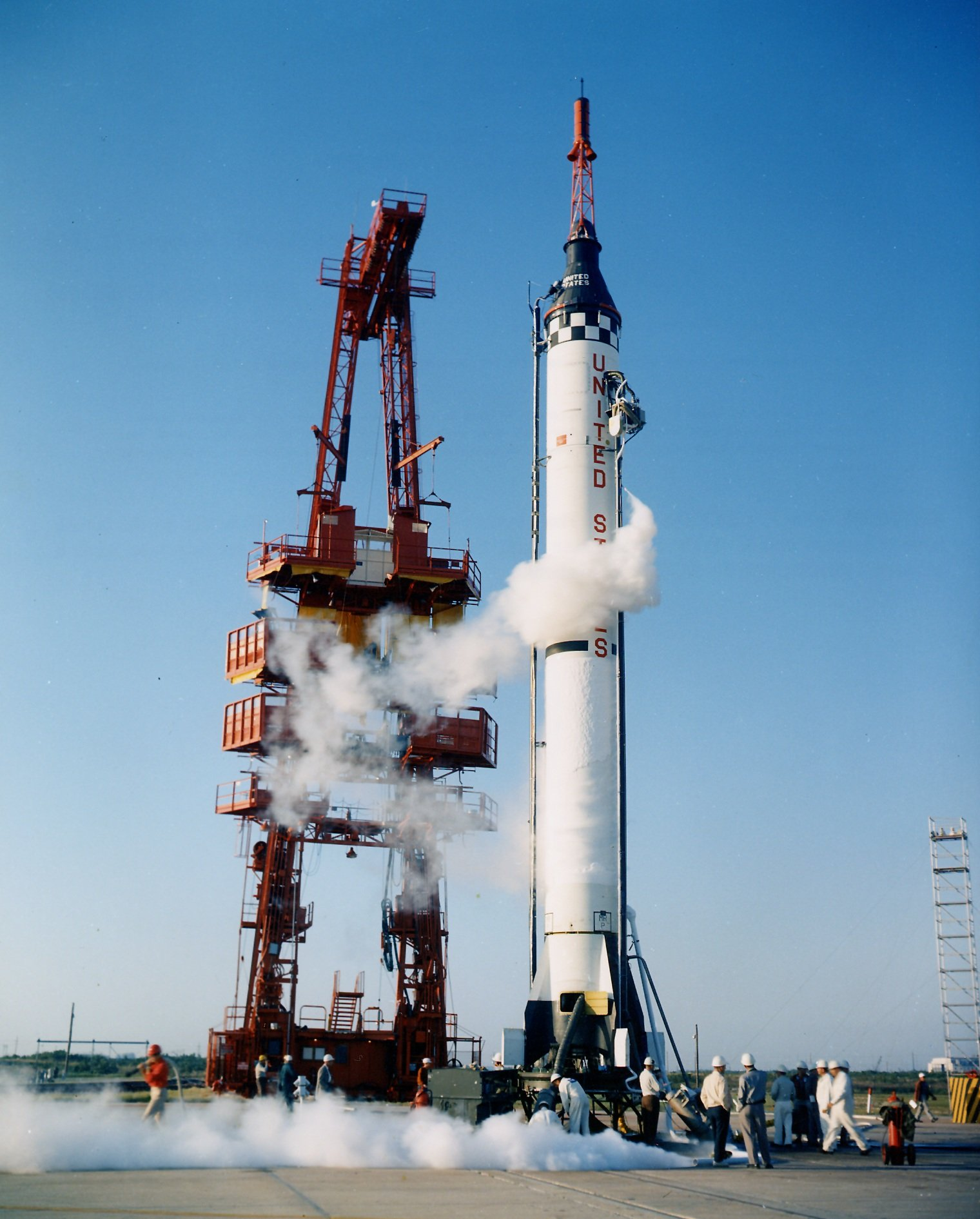
Mercury-Redstone 1 op LC-5

Cape Canaveral Air Force Station Lanceercomplex 5 (LC-5) was een lanceerplaats op de Cape Canaveral Air Force Station, Florida. De lanceerplaats werd gebruikt voor Redstone- ,Jupiter- en Juno- lanceringen.
Deze lanceerplaats werd gebruikt voor NASA's Mercury MR-3-vlucht, waardoor Alan Shepard de eerste Amerikaan in de ruimte werd. Het was ook de lanceerplaats van Gus Grissoms Mercury MR-4, de Mercury MR-1-vlucht, de Mercury MR-1A en de Mercury MR-2.
Een totaal van 23 raketlanceringen (zestien Redstones en zeven Jupiters) vond plaats van LC-5. De eerste lancering kwam van dit complex op 19 juli 1956 en de laatste was Gus Grissoms Liberty Bell 7-capsule op 21 juli 1961.

## Huidige staat
Lanceercomplex 5 maakt nu deel uit van het Cape Canaveral Space Force Museum waar men een rondleiding kan volgen vanaf het Kennedy Space Center Visitor Center naar het lanceercomplex.